# Hans-Jürgen von Arnim
Hans-Jürgen von Arnim ( Ernsdorf, 4 de abril de 1889 — Bad Wildungen, 11 de setembro de 1962) foi um general alemão, último comandante do Afrika Korps nas batalhas entre os Aliados e o Eixo na África do Norte, durante a Segunda Guerra Mundial.

## Biografia
Hans Jürgen von Arnim entrou para o Exército como um cadete no ano de 1908. Durante a Primeira Guerra Mundial, lutou em ambos os frontes: oriental e ocidental, terminando a guerra com a patente de Hauptmann.
Durante o período entre-guerras continuou no exército após a derrota alemã, onde serviu em diversas unidades de infantaria, sendo alçado ao comando de um regimento de elite em Berlim.
Foi promovido para a patente de Oberst em 1 de julho de 1934, se tornando Generalmajor em 1 de janeiro de 1938, Generalleutnant em 1 de dezembro de 1939, General der Panzertruppe em 17 de dezembro de 1941 e Generaloberst no dia 4 de dezembro de 1942.
Com o início da Segunda Guerra Mundial comandou a 52ª Divisão de Infantaria em 8 de setembro de 1939, mais tarde assumiu o comando da 17ª Divisão Panzer em 5 de outubro de 1940, onde participou da invasão da Rússia, ficando sob o comando do general Heinz Guderian. Entretanto, foi ferido com gravidade poucos dias após o início da ofensiva, sendo obrigado a se retirar do combate para cuidar dos ferimentos e submetido a um longo período de convalescença. Já recuperado, assumiu o comando do XXXIX Corpo Panzer em 11 de novembro de 1941.
Foi enviado para a África do Norte no mês de novembro de 1942, onde passou a comandar o 5º Exército Panzer no dia 3 de dezembro de 1942, estando sob as ordens do Marechal Erwin Rommel. Lutou na Líbia e na Tunísia contra o avanço Aliado que acontecia continuamente desde a derrota nazista na Batalha de El Alamein.
Com a recusa de Adolf Hitler em permitir que Rommel, doente na Alemanha, voltasse à África para comandar seu exército em retirada, von Arnin foi promovido a coronel-general e assumiu de fato o comando do já quase derrotado exército africano do Eixo e do Afrika Korps, assumindo o comando do Heeresgruppe Tunis em 9 de março de 1943.
Foi feito prisioneiro de guerra por tropas indianas, integrantes das forças da Comunidade Britânica, próximo de Tunis no dia 12 de maio de 1943 e enviado para a Grã Bretanha, sendo libertado no dia 1 de julho de 1947.
Faleceu em Bad-Wildungen no dia 1 de setembro de 1962.
Foi condecorado com a Cruz de Cavaleiro de Hohenzollern com Espadas (7 de setembro de 1918) e a Cruz de Cavaleiro da Cruz de Ferro no dia 4 de setembro de 1941.